# Nicky Langley
Nicole (Nicky) Langley (New York, 22 juni 1954) is een Vlaamse actrice en schrijfster van Amerikaanse origine. Ze is vooral bekend door haar rol als Oma Fonkel in Mega Mindy. 

## Levensloop
Langley werd in 1954 geboren in New York. Ze heeft een Vlaamse moeder en een Amerikaanse vader, en heeft nog twee broers. Op haar negende verhuisde het gezin naar Antwerpen.
Ze studeerde af aan Studio Herman Teirlinck. Ze begon haar carrière als jazzzangeres en was ook werkzaam op cruises. In juli 1985 nam ze met het Belgische team (naast Jean Bosco Safari en Patrick Annesi) deel aan de Knokke Cup. Onder leiding van coach Fred Bekky eindigde ze toen op de tweede plaats.
Haar bekendste rol is die van Oma Fonkel in Mega Mindy. Ook speelde ze in theaterproducties. In 2017 nam ze deel aan Steracteur Sterartiest.
Behalve actrice is Langley ook schrijfster. Ze schreef onder andere het non-fictieboek Malou over zuster Marie Louise Habets en het boek Het Elfde Gebod. Bij dit laatste boek stelde ze tevens een theatervoorstelling samen.

## Filmografie
- Ons geluk (1995) - als Moeder Overste
- Proper volk (1996)
- De Burgemeesters (1997) - als Eliane Mertens
- Heterdaad (1997) - als Gerda De Pauw
- Hof van Assisen (1998) - als Arlette De Bruyne
- Gilliams & De Bie (1999) - als Sofie Poelmans
- Boerenkrijg (1999) - als Yvonne Peemans
- Recht op Recht (2000) - als mevrouw Beuninckx
- Pa heeft een lief (2000) - als Christine
- Wittekerke (2000) - als Mia
- Spoed (2000) - als dokter Vandeperre
- De Makelaar (2001) - als Christiane
- Spoed (2001) - als Katrijn Mesen
- Wittekerke (2001-2002) - als Greet Verbiest
- Familie (2002) - als bakkersvrouw
- Verschoten & Zoon (2003)
- Samson en Gert (2003) - als mevrouw Zwabber
- Spring (2005) - als dokter
- De Wet volgens Milo (2005) - als patiënte
- Samson en Gert (2004) - als dokter Van der Spuit
- Spoed (2004) - als vrouw met oogaandoening
- Familie (2004) - als Lien Leyers
- F.C. De Kampioenen (2005) - als Mireille
- K3 en het ijsprinsesje (2006) - als Helena
- Spoed (2006) - als moeder
- Mega Mindy (2006-2014) - als Oma Fonkel
- Zone Stad (2007) - als moeder Rooms
- Spoed (2007) - als moeder van Nele
- Happy Singles (2008) - als mevrouw Daelemans
- Thuis (2008) - als Cécile
- Het geheim van Mega Mindy (2009) - als Oma Fonkel
- Lili en Marleen (2009) - als Alice
- De Rodenburgs (2010) - als bankdirectrice
- Mega Toby (2010) - als Oma Fonkel
- Aspe (2010) - als Nora Waterslaegers
- Mega Mindy en het Zwarte Kristal (2010) - als Oma Fonkel
- Mega Mindy en de Snoepbaron (2011) - als Oma Fonkel/Mega Oma
- Ella (2011) - als klant bij Cindy
- Familie (2011) - als klagende theaterbezoekster
- Mega Mindy en de dolfijnendiefstal (2011) - als Oma Fonkel
- Mega Toby redt de race (2011) - als Oma Fonkel
- Clan (2012) - als voedselinspectrice
- Mega Toby in vuur en vlam (2012) - als Oma Fonkel
- De Kotmadam (2013) als Christa
- Familie (2013) - als makelaar
- Binnenstebuiten (2013) - als Cindy Aelvoet
- Mega Mindy: Reis in de tijd (2013) - als Groetma Fönkel
- Thuis (2014) - als consulente Child Focus
- Mega Toby in de Ruimte (2014) - als Oma Fonkel
- Altijd Prijs (2015) - als Reinhilde
- Mega Mindy versus Rox (2015) - als Oma Fonkel
- Professor T. (2018) - als Josefine
- De raad van Soekie (2024) - als mevrouw Torfs
- Thuis (2024) - als Nadine

## Musicalwerk
- Doornroosje (2002) - als Barones
- Doornroosje (2002, 2003) (Nederland) - als Koningin Isabelle
- Daens (2008) - als moeder van Nini
- Esta Noche (2025) - als Oma

## Theaterwerk
- Het Elfde Gebod (2011) - theatermonoloog
- Sterrelicht en Appeltaart (2021-heden)